# Priesneriella thomasi
Priesneriella thomasi är en insektsart som först beskrevs av Ian A. Hood 1939.  Priesneriella thomasi ingår i släktet Priesneriella och familjen rörtripsar. Inga underarter finns listade i Catalogue of Life.